# Paul Seidler
Paul Seidler (* 24. April 1902 in Berlin; † 15. November 1962 ebenda) war ein deutscher Politiker (SPD).
Paul Seidler besuchte zunächst eine Volksschule und anschließend eine Präparandenanstalt. 1923 trat er der SPD bei. Er arbeitete im kaufmännischen Bereich und war ehrenamtlich in der öffentlichen Wohlfahrtspflege tätig. Nach der „Machtergreifung“ der Nationalsozialisten zog Seidler 1934 von Berlin nach Gotha aus politischen Gründen um.
Nach dem Zweiten Weltkrieg kehrte Seidler nach Berlin zurück und wurde sofort politisch im Bezirk Steglitz tätig. Er arbeitete als Referent im Bezirksamt Wedding. Bei der Berliner Wahl 1948 wurde er in die Bezirksverordnetenversammlung in Berlin-Steglitz gewählt, später auch als Vorsitzender der SPD-Fraktion dort. Da Georg Stücklen erneut zum Bezirksstadtrat in Steglitz gewählt wurde, konnte Seidler im Juni 1951 in das Abgeordnetenhaus von Berlin nachrücken. Im selben Jahr wurde er geschäftsführendes Vorstandsmitglied der Konsumgenossenschaft Berlin.